# Sallama
Sallama (hebr. סלאמה; arab. سلامة; ang. Sallama) – wieś beduińska położona w Samorządzie Regionu Misgaw, w Dystrykcie Północnym, w Izraelu.

## Położenie
Sallama jest położona na wysokości 167 m n.p.m. w północnej części Dolnej Galilei. Leży u podnóża południowych zboczy góry Kamon (598 m n.p.m.), przy samym początku wadi strumienia Calmon. Po jego drugiej stronie, na północny wschód od wsi, wznosi się góra Har Chazon (560 m n.p.m.). Na południu jest położone wzgórze Giwat Calmon (280 m n.p.m.), i bardziej na południowym zachodzie góra Har Hilazon (352 m n.p.m.), która zamyka od wschodu Dolinę Sachnin. Wzdłuż zachodniej i południowej granicy wioski przepływa strumień Kamon, a wzdłuż wschodniej granicy strumień Calmon. Oba łączą się na południowy wschód od wsi. Okoliczne wzgórza są zalesione. Teren łagodnie opada w kierunku południowo-wschodnim ku depresji Rowu Jordanu. W otoczeniu wsi Sallama znajdują się miejscowości Maghar, Ajlabun i Dejr Channa, kibuce Lotem i Moran, moszawy Chazon i Tefachot, wsie komunalne Massad, Ma’ale Cewijja, Michmanim i Kamon, oraz wsie arabskie Hamdon, Chusnija, Kamane i Ras al-Ajn. Na południowy wschód od wsi jest położona wojskowa baza szkoleniowa Calmon, przygotowująca młodzież do służby w Siłach Obronnych Izraela.

### Podział administracyjny
Sallama jest położona w Samorządzie Regionu Misgaw, w Poddystrykcie Akka, w Dystrykcie Północnym Izraela.

## Demografia
Zgodnie z danymi Centralnego Biura Statystyki Izraela w 2011 roku w Sallama żyło 2790 mieszkańców (wszyscy Beduini).

## Historia
Obszar ten był pierwotnie zamieszkany przez członków czterech klanów beduińskich: Sava’id, Na’im, Chamdin i Mris’at. Stopniowo, wraz z upływem czasu, koczowniczy pasterze beduińscy zaczęli osiedlać się na stałe. W wyniku I wojny światowej w 1918 roku obszar ten przeszedł wraz z całą Palestyną pod panowanie Brytyjczyków, którzy utworzyli Mandat Palestyny. Przyjęta 29 listopada 1947 roku Rezolucja Zgromadzenia Ogólnego ONZ nr 181 przyznała ten obszar państwu arabskiemu. Podczas wojny domowej w Mandacie Palestyny w 1948 roku w rejonie tym stacjonowały siły Arabskiej Armii Wyzwoleńczej, które paraliżowały żydowską komunikację w całej Galilei. Podczas I wojny izraelsko-arabskiej w październiku 1948 roku Izraelczycy przeprowadzili operację „Hiram”, w trakcie której w dniu 30 października zajęli wieś Sallama. W odróżnieniu od wielu innych arabskich wiosek w Galilei, mieszkańcy Sallama nie zostali wysiedleni. Dzięki temu wieś zachowała swój pierwotny charakter. W latach 50. XX wieku władze izraelskie przeprowadziły akcję przymusowego osiedlania koczowniczych plemion beduińskich. Wieś Sallama bardzo się wówczas rozrosła. Pomimo to, władze izraelskie aż do 1976 roku formalnie nie uznawały wioski. Dopiero po nadaniu jej formalnego administracyjnego statusu, była możliwość rozbudowy tutejszej infrastruktury – w 2000 roku podłączono wodociąg i kanalizację.

## Edukacja
We wsi znajdują się trzy przedszkola, szkoła podstawowa i gimnazjum.

## Kultura i sport
We wsi jest ośrodek kultury z biblioteką. Z obiektów sportowych jest boisko do piłki nożnej.

## Turystyka
Wieś stanowi dogodne miejsce do rozpoczęcia wędrówek po okolicznych górach. Szczególną tutejszą atrakcją jest Park Narodowy Calmon, który chroni obszar wadi strumienia Calmon.

## Gospodarka
Lokalna gospodarka opiera się na rolnictwie i sadownictwie, głównie drzew oliwnych.

## Transport
Przez wieś przebiega droga nr 804, którą jadąc na północ dojeżdża się do wsi Ras el-Ein, lub jadąc na południowy zachód dojeżdża się do skrzyżowań z lokalnymi drogami prowadzącymi do wiosek Hamdon i Ma’ale Cewijja, oraz kibucu Lotem. Lokalna droga prowadzi na wschód do miejscowości Maghar.